# Хонда Акорд
Хонда Акорд е модел автомобил, произвеждан от Хонда от 1976 г. насам. Акорд стана първият японски автомобил започнал производството си и в САЩ през 1982 г. Този автомобил става най-продаваната кола в Щатите в продължение на 15 години или от 1982 до 1997 г. От 1997 до 2001 г. са продадени около 10 млн. автомобила. Тези модели на Хонда са минали през много изследвания и са оценени като едни от най-надеждните автомобили.